# Semarapura
Semarapura (tot 1992 Klungkung, Nederlands Kloenkoeng) is een plaats gelegen in het zuidoosten van het Indonesische eiland Bali. Semarapura is de hoofdplaats van het regentschap Klungkung. 

## Paleizen
In Semarapura staan de restanten van het Klungkung-paleis, waaronder het gebouw van de belangrijkste Balinese rechtbank die onder andere verbanningen naar Nusa Penida uitsprak.
Het paleis van Klungkung werd in 1686 de opvolger van het voormalige koninklijke paleis in Gelgel, dat een paar kilometer ten zuiden van Semarapura ligt. Vanuit het paleis te Gelgel regeerde de koning van Bali. Het Balinese koninkrijk raakte vanaf 1651 in de 17e en 18e eeuw verdeeld in wat uiteindelijk negen onafhankelijke rijken werden. Hoewel Klungkung door de vele afscheidingen van deze rijken de kleinste oppervlakte had, slaagde de vorst van Klungkung erin de hoogste rang te claimen, met als titel Dewa Agung.